# پانشویتس-کوکاو
پانشویتس-کوکاو (به آلمانی: Panschwitz-Kuckau) یک شهر در آلمان است که در زاکسن واقع شده‌است. پانشویتس-کوکاو ۲٬۱۹۸ نفر جمعیت دارد.